# Петербург (фрегат)
«Петербург» или «Санкт-Петербург» — парусный фрегат Балтийского флота Русского царства, один из фрегатов типа «Шлиссельбург», участник Северной войны.

## Описание судна
Представитель серии парусных деревянных фрегатов типа «Шлиссельбург», строившихся на Олонецкой верфи в 1703—1704 годах. Всего в рамках серии было построено семь судов этого типа. Длина этих фрегатов по сведениям из различных источников могла составлять от 26 до 28 метров, ширина от 6,2 до 6,7 метра, а осадка от 2,7 до 2,9 метра. Вооружение судна в разное время составляли от 24 до 28 орудий, а экипаж состоял мог достигать 120 человек. Так, например в кампанию 1708 года на фрегате было 110 человек.
Фрегат был назван в честь закладки 16 (27) мая 1703 года крепости Санкт-Петербург.

## История службы

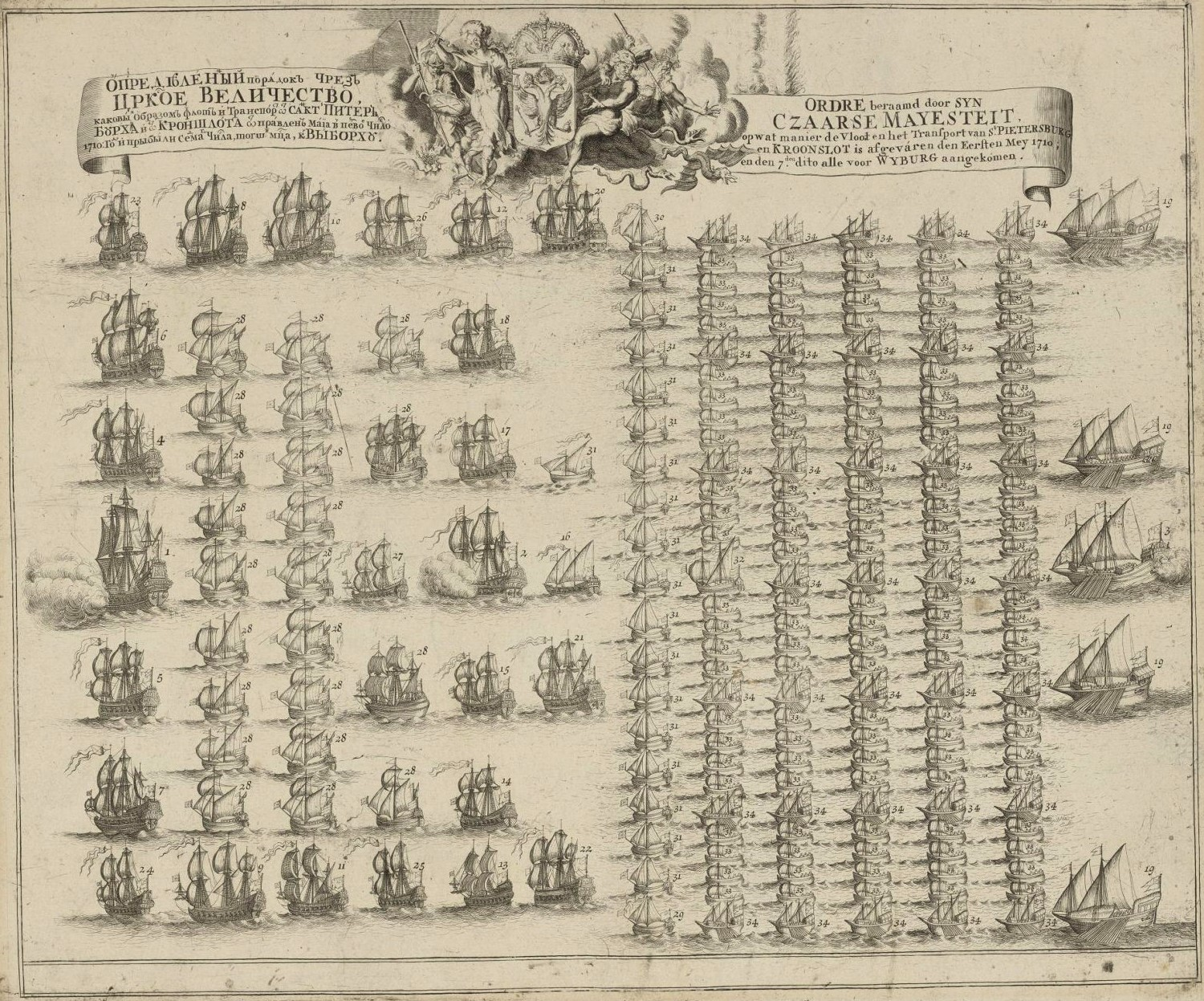
Порядок построения Балтийского флота во время похода к Выборгу

Фрегат «Петербург» был заложен на стапеле Олонецкой верфи 12 (23) ноября 1703 года и после спуска на воду 6 (17) августа 1704 года вошёл в состав Балтийского флота России. Строительство вёл кораблестроитель Выбе Геренс. В том же году перешёл с Олонецкой верфи к Котлину и в Санкт-Петербург.
Принимал участие в Северной войне 1700—1721 годов. Ежегодно с 1705 по 1710 год с мая по октябрь входил в состав эскадры, выходившей к Кроншлоту для защиты Санкт-Петербурга со стороны моря, а на зимовку уходил в Неву. В это же время принимал участие в крейсерских плаваниях до Красной Горки и учебных маневрах на рейде.
В кампанию 1705 года непосредственно принимал участие в боевых действиях, с 5 (16) по 10 (21) июня находился в составе эскадры вице-адмирала К. И. Крюйса, которая отражала атаку шведской эскадры адмирала Корнелиуса Анкаршерна на Котлин, и вёл перестрелку с судами противника. В 1706 году также находился у Кроншлота в составе эскадры вице-адмирала К. И. Крюйса.
В августе 1707 года во главе отряда, состоявшего из 5 фрегатов, 4 шняв и одного брандера, под общим командованием командира фрегата капитана Андриса Симсона выходил от Кроншлота в крейсерское плавание.
В списке «судов царского флота», находившегося в мае 1708 года на якорях в тридцати верстах от Санкт-Петербурга между островом Ричарда и Кроншлотом под общим командованием генерал-адмирала Ф. М. Апраксина и вице-адмирала К. И. Крюйса, составленном английским дипломатом Чарльзом Уитвортом, фигурирует во составе отряда из 12 кораблей, состоявшего из кораблей «Думкрат», «Олифант», «Нарва», «Санкт-Петербург», «Святой Михаил», «Ивангород», «Триумф», «Кроншлот», «Фама», «Дерпт», «Штандарт» и «Шлиссельбург». в августе этого года  командир фрегата капитан Андрис Симсон был направлен парламентёром на прибывший к Кроншлоту шведский фрегат.
Принимал участие в ледовом походе кораблей Балтийского флота от Кроншлота в Выборгу, с 1 (12) по 14 (25) мая 1710 года находился в составе эскадры Петра I, которая сопровождала до Берёзовых островов следовавшие в Выборг транспортные суда с войсками, провиантом и артиллерией.
По окончании службы после 1710 года фрегат «Петербург» был разобран.

## Командиры фрегата
Командирами фрегата «Петербург» в составе российского флота в разное время служили:
- капитан Иосиф Веком[комм. 6] (1704—1706 годы)[8];
- капитан Андрис Симсон[комм. 7] (1707—1709 годы)[9];
- комендер Христофор Гаук[комм. 8] (1710 год)[12].

### Комментарии
1. ↑  Также в серию входили фрегаты «Шлиссельбург», «Кроншлот», «Нарва», «Дерпт», «Триумф» и «Флигель-де-Фам»[1].
2. ↑  92 фута[2].
3. ↑  22 фута[2].
4. ↑  9,5 фута[2].
5. ↑  Всего в списке фигурирует 12 линейных кораблей с 372 орудиями и 1540 членами экипажей, 8 галер с 64 орудиями и 4000 членами экипажей, 6 брандеров, 2 бомбардирских корабля и 305 мелких судов[10].
6. ↑  Оригинал имени J. Weeckom, также встречается вариант написания фамилии Гвеклем[8].
7. ↑  Англичанин на русской службе, оригинал имени англ. Andrew Simpson, также встречается варианты имени Андрей и Генрих[9].
8. ↑  Оригинал имени Hauck, также встречается вариант фамилии Гук[12].